# Aleuropteryx sinica
Aleuropteryx sinica är en insektsart som beskrevs av Liu et al. 2003. Aleuropteryx sinica ingår i släktet Aleuropteryx och familjen vaxsländor. Inga underarter finns listade i Catalogue of Life.